# Alegoría del carro alado

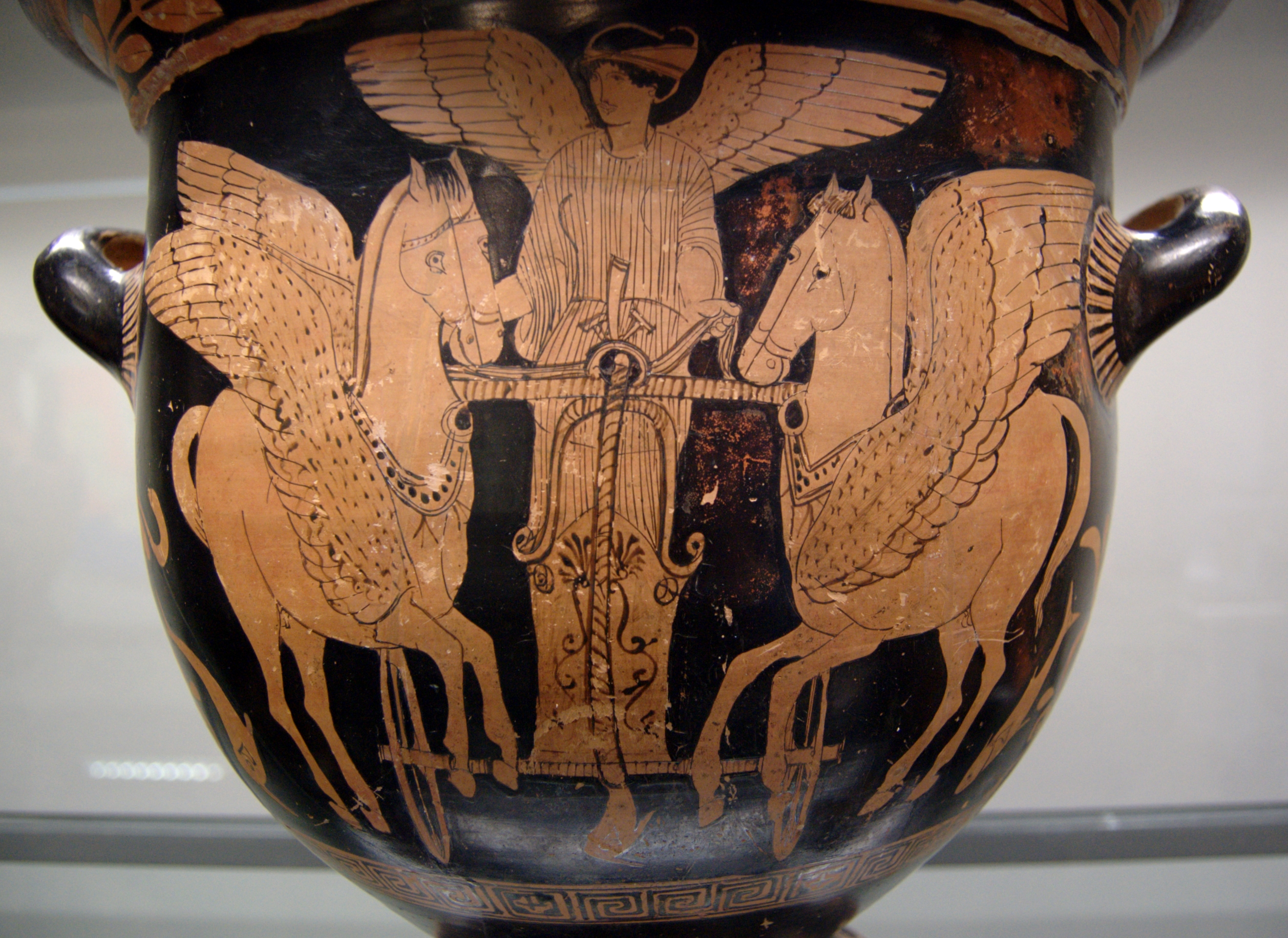
Crátera griega de la diosa Eos en su carro volando sobre el mar.

La alegoría del carro alado es utilizada por Platón, en su diálogo Fedro (sección 246a-254e), para explicar su visión del alma humana y el afán humano por el conocimiento del ser y la verdad. En el diálogo, Platón usa al personaje de Sócrates en una discusión sobre el mérito del amor como locura divina.

## Cita
Platón ilustra su concepción acerca de la constitución conflictiva entre el bien y el mal en el interior del alma humana. Esta alegoría habla de un auriga, que conduce un carro tirado por dos caballos alados: El conductor del carro conduce un par de caballos, uno de los cuales es bueno, virtuoso y de casta noble, pero el otro es inmoral y todo lo contrario tanto en raza como carácter. El bueno permanece por encima de las nubes y el malo permanece en la tierra. La conducción es difícil y problemática.

"El alma es como un carro de caballos alados y un auriga que forman una unidad. Ahora bien: los caballos y aurigas de las almas de los dioses son todos buenos y de excelente linaje; los de las otras almas, sin embargo, son mezclados. Nuestro auriga gobierna a la pareja que conduce; uno de sus caballos es bello y bueno y de padres semejantes, el otro es lo contrario en ambos aspectos. De ahí que la conducción nos resulte dura y dificultosa".
Fedro, (246a)

## Esbozo
Los dos caballos y el auriga representan:
- Epithimetikón: el apetito (el caballo malo).
- Thimoeides: el coraje (el caballo bueno).
- Logistikón: el intelecto, la razón, la pertenencia al logos (el auriga).

Estas son las tres almas: la concupiscible, que se sitúa en el abdomen (hígado); la irascible, que se ubica en el pecho (corazón); y la racional, que se localiza en la cabeza (cerebro).
El auriga representa la parte racional del alma que debe conducirse hacia la verdad. El caballo blanco representa los deseos espirituales y el impulso moral que guían al alma a realizar acciones buenas, o la parte positiva de la naturaleza pasional (indignación justa, por ejemplo), mientras que el otro representa las pasiones irracionales del alma, apetitos carnales y terrenales. El auriga dirige el carro manejando ambos caballos, pero estos a su vez quieren ir en direcciones opuestas debido a su naturaleza. Igualmente, se procura avanzar hacia el vuelo del alma (la iluminación, la búsqueda de la verdad); si el jinete (razón) quiere elevarse no basta usar solamente los deseos espirituales (caballo blanco), también es necesario usar las cosas corporales (caballo negro). Cuando el carro/alma no se dirige bien, el alma cae en el mundo de las cosas materiales y encarna en un cuerpo, pero si es controlado correctamente, el alma vuelve al mundo de las ideas.
Asimismo, el alma tiene la capacidad de elevarse hacia lo divino. Lo bueno, lo bello y todas las virtudes hacen que el tamaño de las alas del alma aumenten, mientras que lo opuesto provocaría la pérdida de las alas y que termine en todo lo malo que hay en el mundo. En esta alegoría, las almas encuentran positiva la justicia, a la que se puede acceder únicamente a través del uso de la razón, siendo esta la que dirige el alma de los seres humanos y representa la verdadera sabiduría. La única que puede ascender sin problema alguno es el alma divina, ya que los caballos que la guían son buenos, pues su alimento es la sabiduría; mientras que el alma humana está guiada por dos caballos que viven en conflicto, por lo que guiarla por el camino del bien es una tarea complicada.
Platón asigna a cada alma una «virtud» que son: sophrosyne (templanza, propia del alma apetitiva), andreía (valor, valentía, propia del alma irascible) y sophía o phrónesis (sabiduría o prudencia, propia del alma inteligible).
Platón recurre al uso de alegorías debido a lo difícil que es tratar este tema, y resumidamente explica que la misión del alma es vigilar y proteger todo lo inanimado, y gracias a sus alas, puede volar por los cielos y vigilar todo lo que sucede en el mundo. El problema es que algunas almas han perdido sus alas, como es el caso del alma humana, y han caído en la tierra, terminando atrapadas en un cuerpo humano. Y así, gracias al alma, el cuerpo humano tiene la capacidad de moverse a sí mismo, y unido al alma, se convierte en un ser humano. El alma es el principio del movimiento, y generalmente, lo que distingue a seres animados de los inanimados (no olvidemos que para los griegos, lo vivo está directamente relacionado con el movimiento) 

## Paralelismos en otras tradiciones
Una alegoría similar la podemos encontrar en la Filosofía india, en el texto hindú Kaṭha-upaniṣad, en el cual Iama, igualmente a través de una alegoría de un carruaje (la Ratha Kalpana o parábola del carro), le explica a Nachiketas la naturaleza del ser humano.